# جزیه
جِزیه (عربی: جِزْیَة، انگلیسی: Jizya) مالیاتی سرانه بود که غیرمسلمانان ساکن در قلمرو حکومت اسلامی، که به آنان اهل ذمه گفته می‌شد، تحت شرایطی خاص به حاکم یا امام مسلمانان پرداخت می‌کردند. در قبال این پرداخت، اجازه اقامت در قلمرو اسلامی به آنان داده می‌شد و جان، مال و ناموس ایشان تحت حمایت حکومت اسلامی قرار می‌گرفت. مقدار جزیه را امام یا حاکم مسلمان، با در نظر گرفتن مصلحت و توانایی مالی جزیه‌دهنده، تعیین می‌کرد. شماری از  مستشرقان و فقهای معاصر بر این باورند که جزیه از نوآوری‌های اسلام نبوده، بلکه پیش از آن نیز نزد اقوام و تمدن‌های پیشین مانند بنی‌اسرائیل، یونانیان، رومیان و ایرانیان سابقه داشته است.
اهل ذمه در برابر پرداخت جزیه، از خدمت نظامی و برخی دیگر از تعهدات مالی معاف بودند. اگر حکومت اسلامی قادر به دفاع از آنان نبود یا در انجام وظایف خود نسبت به ایشان کوتاهی می‌ورزید، دریافت جزیه مشروع تلقی نمی‌شد. در چنین مواردی، حتی مبالغی که پیش‌تر به عنوان جزیه دریافت شده بود، می‌بایست بازگردانده می‌شد. به‌عنوان نمونه، بلاذری در فتوح‌البلدان گزارش می‌دهد زمانی که نیروهای روم شرقی به فرماندهی هرقل به‌سوی سرزمین‌های تحت کنترل مسلمانان حرکت کردند، مسلمانان به‌دلیل ناتوانی در تضمین امنیت غیرمسلمانان  شهر حمص، مالیاتی را که پیش‌تر از آنان گرفته بودند، بازگرداندند. نمونه‌ای مشابه نیز در دوران جنگ‌های صلیبی گزارش شده‌است؛ زمانی که صلاح‌الدین ایوبی به‌دلیل شرایط نظامی ناگزیر به عقب‌نشینی از برخی مناطق شام شد، جزیه‌ای را که پیش‌تر از مسیحیان این نواحی دریافت کرده‌بود، به آنان بازگرداند.
اکثر فقهای اسلامی، پرداخت جزیه را تنها بر مردان بالغ، آزاد، عاقل، سالم و توانمند اهل ذمه که توانایی حمل سلاح داشتند، واجب می‌دانستند. در مقابل، زنان، کودکان، سالمندان، بردگان، بیماران، دیوانگان، نیازمندان، راهبان و مستأمنان از پرداخت آن معاف بودند. همچنین بر پایه فتوای احمد بن حنبل، کارگران مزارعی که در جنگ با مسلمانان شرکت نکرده بودند، مشمول جزیه نمی‌شدند. در برخی حکومت‌های اسلامی، اهل ذمه اجازه خدمت در ارتش مسلمانان را داشتند و کسانی که داوطلبانه به خدمت نظامی می‌پیوستند، از پرداخت جزیه معاف می‌شدند.
گزارش‌های تاریخی و روایی نشان می‌دهد که مسلمانان نه‌تنها اهل ذمه سالخورده و ناتوان را از پرداخت جزیه معاف می‌کردند، بلکه برای آنان از بیت‌المال مستمری نیز تعیین می‌نمودند. در عهدنامه‌ای که خالد بن ولید با مردم حیره منعقد کرد، تصریح شد که سالخوردگان، بیماران و ناتوانان از پرداخت جزیه معاف‌اند و از از بیت‌المال مسلمانان به آنان کمک می‌شود. عمر بن خطاب نیز، طبق گزارش منابع، جزیه را از پیرمرد یهودی نابینایی که توان پرداخت نداشت برداشت و برای او مستمری تعیین کرد. در دوره عمر بن عبدالعزیز، دستور داده شد برای سالمندان و افراد ناتوان اهل ذمه مستمری پرداخت شود. همچنین در  منابع شیعه نقل شده‌است که جعفر صادق صدقه‌دادن به یهودیان و مسیحیان نیازمند را جایز دانسته و علی بن ابی‌طالب نیز با مشاهده پیرمرد مسیحی ناتوانی که گدایی می‌کرد، دستور پرداخت هزینه‌های او از بیت‌المال را صادر کرده‌ است.
در دوران معاصر، کشورهای اسلامی از اقلیت‌های دینی دارای تابعیت، جزیه دریافت نمی‌کنند. این اقلیت‌ها مطابق با قوانین مدنی این کشورها، مشمول وظایف و مسئولیت‌های شهروندی مانند خدمت نظام وظیفه و پرداخت مالیات هستند و در بسیاری موارد، وظایف مشترکی با مسلمانان دارند. با این حال، گزارش‌هایی منتشر شده که نشان می‌دهد گروه‌هایی چون طالبان پاکستان و داعش، تلاش‌هایی برای احیای جزیه در مناطق تحت کنترل خود داشته‌اند.

## معنای لغوی جزیه
بیشتر نویسندگان کتاب‌های لغت عربی و منابع اسلامی، واژهٔ «جزیه» را عربی دانسته و معانی گوناگونی برای آن ذکر کرده‌اند. شماری از لغت‌دانان، «جزیه» را از ریشهٔ «جَزْی» به معنای «کفایت کردن» دانسته‌اند؛ بدین معنا که به جای جنگ و قتال با غیرمسلمانان، گرفتن جزیه از آنان کفایت می‌کند. راغب اصفهانی در مفردات می‌نویسد: «جزيه به معناى مالی است كه از اهل ذمه گرفته شود، و بدين مناسبت آن را جزيه ناميده‌اند كه در حفظ جان ايشان بگرفتن آن اكتفاء مى‌شود» علامه طباطبایی در تفسیر المیزان نیز همین دیدگاه را پذیرفته است.
صاحب کتاب المغنی، جزیه را به معنای «قَضی» (ادا کردن‌) دانسته که‌ از غیرمسلمانان در ازای‌ اقامت‌ در دارالاسلام ‌و برخورداری‌ از امان‌ دولت‌ اسلامی‌ گرفته‌ می‌شود، مانند فدیه ‌که‌ فرد برای‌ برائت ‌ذمه خود پرداخت‌ می‌کند.  شیخ نجفی نیز در جواهر الکلام همین معنا را برای جزیه آورده‌است. برخی دیگر از جمله آلوسی، واژهٔ «جزیه» را برگرفته از «جُزء» یا «تجزیه» دانسته‌اند؛ به‌ این‌ معنا که‌ اهل ‌ذمه ‌باید یک‌ جزء از مال ‌ خود را به‌ مسلمانان ‌ بپردازند.
گروهی نیز آن را از «جزاء» به معنای کیفر یا پاداش مشتق دانسته‌اند. ابویعلی و ماوردی در الاحکام السلطانیه، جزیه را به معنای «جزاء» دانسته و گفته‌اند که این مالیات یا کیفرِ کفر اهل ذمه است یا پاداشی در برابر امانی که مسلمانان به آنان می‌دهند. در این میان، شماری از فقهای معاصر و خاورشناسان، دیدگاه کیفر و مجازات بودن جزیه را مردود دانسته‌اند.
آیت‌الله مکارم شیرازی، معنای دوم را ترجیح داده و معتقد است واژهٔ جزیه از مادهٔ «جزاء» گرفته شده، زیرا این مالیات در واقع پاداش و جزا امنیتی است که حکومت اسلامی برای اقلیت‌های دینی فراهم می‌کند.
در مقابل این دیدگاه، برخی از محققان واژهٔ «جزیه» را عربی ندانسته و آن را برگرفته از واژهٔ فارسی «گزیت» دانسته‌اند. خوارزمی، از جملهٔ لغویان عرب، این واژه را در اصل، معرب «گزیت» دانسته و برخی از مفسران نیز این دیدگاه را پذیرفته‌اند. در شماری از اشعار فارسی، واژه‌هایی چون «سرگزیت» یا «گزیت» به‌معنای جزیه به‌کار رفته‌است، و در برخی از تفاسیر فارسی قرآن نیز واژهٔ «جزیه» به‌صورت «گزیت» نوشته شده‌است. این شواهد، نظریهٔ معرّب بودن واژهٔ «جزیه» را تقویت می‌کند.
جرجی زیدان نیز بر پایهٔ شواهد تاریخی بر این باور است که عرب‌ها این واژه را هم از نظر لفظ و هم از نظر معنا از ایرانیان گرفته و سپس آن را معرّب کرده‌اند. همچنین، دکتر احمد پاکتچی معتقد است واژهٔ «جزیه» ساختار اشتقاقی عربی ندارد و نمی‌توان آن را مستقیماً برگرفته از ریشه‌های عربی دانست. به گفتهٔ او، این واژه در آستانهٔ نزول قرآن، واژه‌ای وام‌گرفته بوده که از طریق زبان سریانی وارد عربی شده‌است. این واژه به همان اندازه که در زبان عربی دخیل بوده، در زبان‌های ایرانی نیز رایج شده و در زبان پهلوی به صورت «گزیتک» یا «گزیدک»، و در فارسی به شکل «گزیت» یا «گزید» کاربرد داشته‌است.
به گفتهٔ دکتر پاکتچی، واژهٔ عربی «جزیه» از «گزیتا» با تبدیل الف پایانی به «ال تعریف» و تبدیل گ به ج، به صورت «الجزیت» درآمده است و تبدیل ت مبسوط پایانی به تاء مربوطه و قرار دادن آن در وزن فِعلة در زمانی که تعیین آن هنوز ممکن نیست، بازتولیدی از واژه در قالب عربی «فعلة» و تلقی آن به عنوان مصدر نوعی بوده است. این بازتولید به اندازه‌ای طبیعی می‌نموده است که مفسران و لغویان عرب هیچ‌یک واژۀ جزیه را دخیل نشمرده‌اند و ساخته شدن آن را از مصدر «جزاء» بر وزن مصدر نوعی، مفروض گرفته‌اند.

## آیه جزیه (توبه: ۲۹)
آیه جزیه دستوری است به مسلمانان که تا وقتی اهل کتاب، مسلمان شوند یا جزیه بپردازند، باید با آنان به جنگ برخاست. آیه جزیه یکی از مستندات قرآنی جهاد ابتدایی در نظر فقیهان اسلامی بوده است. متن آیه چنین است:

﴿قَاتِلُوا الَّذِينَ لَا يُؤْمِنُونَ بِاللَّهِ وَلَا بِالْيَوْمِ الْآخِرِ وَلَا يُحَرِّمُونَ مَا حَرَّمَ اللَّهُ وَرَسُولُهُ وَلَا يَدِينُونَ دِينَ الْحَقِّ مِنَ الَّذِينَ أُوتُوا الْكِتَابَ حَتَّىٰ يُعْطُوا الْجِزْيَةَ عَنْ يَدٍ وَهُمْ صَاغِرُونَ ۝۲۹﴾
﴿با کسانی از اهل کتاب که نه به خدا، و نه به روز جزا ایمان دارند، و نه آنچه را خدا و رسولش تحریم کرده حرام می‌شمرند، و نه آیین حق را می‌پذیرند، پیکار کنید تا زمانی که با خضوع و تسلیم، جزیه را به دست خود بپردازند!﴾

– ترجمه از آیت‌الله مکارم شیرازی.

### زمان نزول آیه جزیه
فضل بن حسن طبرسی، به‌نقل از مجاهد بن جبر مخزومی، مفسر قرن اول هجری، نزول آیه جزیه را هم‌زمان با دستور پیامبر اسلام برای جنگ با رومیان دانسته است. به‌گفته وی، غزوه تبوک بر اساس این آیه به وقوع پیوست. محمد بن جریر طبری نیز در تفسیر جامع البیان، نزول این آیه را در ارتباط با غزوه تبوک دانسته و آن را هم‌زمان با فرمان پیامبر اسلام برای رویارویی با رومیان و مسیحیان عرب ذکر کرده است. غزوه تبوک آخرین غزوه پیامبر اسلام  در رجب سال نهم هجری در منطقه تبوک بود. بنا بر روایتی مشهور، هدف پیامبر اسلام از این غزوه، مقابله با تحرکات و تدارک نظامی رومیان و مسیحیان عرب در نواحی شام بوده است.

### جهاد ابتدایی و اخذ جزیه
آیهٔ جزیه از آیات مهم مورد استناد بسیاری از فقیهان در بحث جهاد ابتدایی است. در این آیه، به جنگ با اهل کتاب تا زمان پرداخت جزیه فرمان داده شده‌است. به دلیل صراحت این آیه در فرمان به قتال، بسیاری از فقها از آن با عنوان آیهٔ قتال (جنگ) یاد کرده‌اند.
ریشهٔ «قتال» از «قتل» با فراوانی ۱۷۰ بار در ۳۳ سوره و ۱۲۲ آیه از قرآن به کار رفته است. از این تعداد، ۹۴ بار به‌صورت ثلاثی مجرد (قَتَلَ ـ يَقْتُلُ)، ۶۷ بار در قالب باب «مفاعله»، ۵ بار در قالب باب «تفعیل» و ۴ بار در قالب باب «افتعال» استعمال شده است. در این میان باید توجه داشت که «قتل» و «تقتیل» به معنای کشتن یک نفر به دست فردی دیگر است و طبعاً یک‌طرفه خواهد بود؛ بنابراین در مفهوم «جنگ» که به معنای «قتال» و درگیری دوطرفه است، کاربرد ندارد. اما واژه‌های «قتال» و «اقتتال» دوطرفه‌اند و در مواردی به کار می‌روند که هر یک از طرفین قصد و تلاش در کشتن طرف مقابل را دارد و دو طرف به یکدیگر هجوم می‌برند. از این رو، تنها کاربردهای باب «مفاعله» و «افتعال» به معنای «جنگ» هستند.
احمد بن علی جصاص، مفسر برجسته حنفی در قرن چهارم هجری، در این زمینه می‌نویسد: «از جمع اين آيه و مضمونش آنچه كه معقول باشد اين است كه جزيه از كسانی از آنها كه اهل قتال هستند اخذ می‌گردد؛ چراکه فرمان به قتال، شامل کسانی نمی‌شود که اساساً اهل قتال نیستند، زیرا قتال تنها میان دو طرف ممکن است که هر دو قصد درگیری با یکدیگر را داشته باشند. بر این اساس، روشن می‌شود که جزیه از کسانی اخذ می‌گردد که اهل قتال‌اند، و همچنین از افرادی که توان مالی پرداخت آن را دارند.»
شماری از علمای اسلامی جهاد را مفهومی گسترده‌تر از قتال دانسته‌اند و معتقدند قتال تنها یکی از مصادیق جهاد است. آنان بر این نظرند که واژهٔ «قتال»، برخلاف واژهٔ «جهاد» که شامل جنگ و غیر جنگ می‌شود، صرفاً به معنای مقابلهٔ نظامی و درگیری با دشمن به‌کار می‌رود.
در منابع حدیثی شیعه، از دو گونه جهاد یاد شده است: جهاد اکبر، که به معنای مبارزه با نفس است، و جهاد اصغر، که به معنای نبرد با دشمنان خداوند تعبیر شده است. در روایات، جهاد با نفس برتر از جهاد با دشمنان دانسته شده‌است. همچنین، جهاد با دشمنان خداوند منحصر به شکل نظامی نیست و هر نوع مبارزه و پیکار، اعم از نظامی، اقتصادی، فرهنگی یا سیاسی را در بر می‌گیرد. با این حال، در متون فقهی، اصطلاح «جهاد» معمولاً به معنای جنگ و قتال با کافران حربی به‌کار می‌رود.
جهاد نظامی در فقه اسلامی به دو نوع جهاد ابتدایی و جهاد دفاعی تقسیم می‌شود. با آن‌که برخی از فقهای معاصر، جهاد اسلامی را صرفاً دفاعی می‌دانند، اما بیشتر فقها بر این باورند که جواز جهاد ابتدایی از مسلّمات فقه اسلامی است و در اصل تشریع آن تردیدی وجود ندارد. آیت‌الله مکارم شیرازی، کسانی را که جهاد اسلامی را فقط دفاعی می‌دانند، «غرب‌زده» می‌خواند. همچنین، آیت‌الله مصباح یزدی تأکید کرده‌است که آن‌چه موجب شده برخی افراد در جواز جهاد ابتدایی در اسلام تردید کنند، «خودباختگی در برابر فرهنگ غرب» است. اکثر فقهای اسلامی آیهٔ جزیه را از مستندات قرآنی جواز جهاد ابتدایی دانسته‌اند. به‌عنوان نمونه، صاحب ریاض تصریح می‌کند که اهل کتاب بر اساس این آیه تنها میان دو گزینه مخیّر شده‌اند: یا اسلام بیاورند، یا جزیه بپردازند. اگر اسلام بیاورند، سخنی باقی نمی‌ماند؛ اما در صورت امتناع از اسلام و پذیرش پرداخت جزیه، این جزیه از آنان گرفته می‌شود و اجازه می‌یابند که بر دین خود باقی بمانند.

### مراد از صاغرون در آیه جزیه
واژهٔ «صاغرون» از ریشهٔ «صغر» مشتق شده که در مجموع ۱۳ بار در ۱۱ سورهٔ قرآن به کار رفته است. بررسی این موارد نشان می‌دهد که «صغر» در دو حوزهٔ معنایی اصلی به‌کار رفته است: نخست، در معنای «توصیف حالت یا شأن افراد»، که در مشتقاتی مانند «الصاغرین»، «صاغرین»، «صاغرون» و «صغار» دیده می‌شود؛ و دوم، در معنای «سنجش کمی»، که هفت مورد از آیات را در بر می‌گیرد و از فراوانی نسبتاً بیشتری برخوردار است.
راغب اصفهانی در کتاب مفردات، «صاغر» را به کسی اطلاق می‌کند که تن به پستی داده باشد. در تفاسیر آیت‌الله مکارم شیرازی و آیت‌الله خامنه‌ای نیز، این واژه به معنای کسی است که به کوچکی رضایت می‌دهد و مرتبه‌ای پست و پایین را برای خود می‌پذیرد. همچنین آیت‌الله عمید زنجانی در دانشنامهٔ فقه سیاسی می‌نویسد: «صاغر» از نظر لغت به کسی گفته می‌شود که به کوچکی اعتراف و رضایت داشته باشد، و از آن‌جا که پذیرفتن کوچکی در بسیاری از موارد توأم با یک نوع ذلت نیز می‌شود، از این‌رو بسیاری از دانشمندان علم لغت و تفسیر، کلمهٔ «صاغر» را به معنای کسی که به ذلت رضایت دهد تفسیر کرده‌اند. بنابراین، مفهوم ذلت از معنای مستقیم «صاغر» بیرون بوده و از خصوصیاتی است که به مناسبت موارد استعمال این کلمه بدان ضمیمه می‌شود.
در بیشتر ترجمه‌های کهن فارسی قرآن، واژهٔ «صاغرون» به «خواران» برگردانده شده‌است. به‌عنوان نمونه، ابوالفتوح رازی عبارت ﴿حَتَّىٰ يُعْطُوا الْجِزْيَةَ عَنْ يَدٍ وَهُمْ صَاغِرُونَ﴾ (توبه: ۲۹) را این‌گونه ترجمه کرده‌است: «تا بدهند گزيت از دست، و ايشان در آن حال خواران باشند.» همچنین رشیدالدین میبدی در کشف‌الاسرار می‌نویسد: «تا آنگه که گزیت دهند از دست خود نقد، و ایشان خوار و کم آمده.» در تفسیر نسفی نیز آمده‌است: «تا آنگه که جزیه پذیرند و به دست خود بدهند و ایشان خواران.»
بسیاری از مفسران قرآن، واژهٔ «صاغرون» در آیهٔ مربوط به جزیه را این‌گونه تفسیر کرده‌اند که جزیه از اهل ذمه باید به گونه‌ای تحقیرآمیز گرفته شود؛ به‌‌نحوی که جزیه‌دهنده در حالت ایستاده و جزیه‌گیرنده نشسته باشد.
فخر رازی، مفسر و فقیه شافعی، در تفسیر خود بیان کرده است که معنای «صاغرون» در این آیه آن است که جزیه باید با حالتی از خفت و خواری از کافران گرفته شود؛ به‌گونه‌ای که آنان پیاده و ایستاده باشند و مأمور اخذ جزیه نشسته، و پرداخت‌کننده در حال ایستاده جزیه را تقدیم کند. همچنین، پرداخت‌کننده را به‌گونه‌ای تحقیرآمیز خطاب کنند و حتی ضربه‌ای به پشت گردنش زده شود.
در فقه حنفی، سرخسی فتوا داده است که اهل ذمه نمی‌توانند وکیل در پرداخت جزیه داشته باشند، بلکه باید شخصاً و در حالت ایستاده، در حالی که مأمور اخذ جزیه نشسته است، جزیه را پرداخت کنند. به گفتهٔ وی، مأمور می‌تواند گردن ذمی را بگیرد، او را تکان دهد و با خطاب‌هایی چون «ای دشمن خدا، جزیه‌ات را بده» او را وادار به پرداخت کند.
ابوخطاب حنبلی نیز معتقد است که برای تحقق صغار، هنگام دریافت جزیه باید به ذمی سیلی زده شود. مرداوی حنبلی بر این باور است که اهل ذمه باید مدتی در حالت ایستاده باقی بمانند و دستان خود را دراز کنند تا جزیه را پرداخت نمایند.
در فقه مالکی، ابن عطیه اندلسی تأکید کرده است که دریافت جزیه باید همراه با نوعی تحقیر باشد، مثلاً مأمور دریافت نشسته و ذمی ایستاده باشد.
برخی از فقهای زیدیه نیز اظهار داشته‌اند که هنگام دریافت جزیه، فرد مسلمان باید در وضعیتی مشابه پادشاهان بنشیند و دست خود را بر گردن ذمی بگذارد، در حالی که ذمی در حالت خمیده‌ای مانند رکوع باشد. پس از دریافت جزیه نیز، مأمور با ضربه‌ای بر پشت ذمی، او را روانه می‌سازد. در فقه امامیه نیز دیدگاه‌هایی مشابه بیان شده‌است. ابن جنید اسکافی، از فقیهان امامی، بیان می‌دارد که برای تحقق صغار، ذمی باید ایستاده باشد و مأمور دریافت نشسته باشد. علامه مجلسی نیز نوشته است که هنگام دریافت جزیه، ریش پرداخت‌کننده گرفته شده و به محل «الهزمه» - ناحیه‌ای میان فک و گوش - ضربه‌ای وارد می‌شود.
برخی منابع فقهی تصریح کرده‌اند که این شیوه‌های تحقیرآمیز هنگام دریافت جزیه، بر اساس نظر صحیح‌تر، مستحب‌اند و الزام شرعی ندارند.
در مقابل این دیدگاه تحقیرآمیز، شماری از فقیهان اسلامی  معتقدند که جزیه باید با رفق و مدارا از اهل ذمه دریافت شود و هرگونه تحقیر یا رفتار اهانت‌آمیز هنگام پرداخت جزیه، فاقد مستند شرعی است. یحیی بن شرف نووی، فقیه برجسته شافعی، از مخالفان  برداشت تحقیرآمیز از واژهٔ «صاغرون» است. وی در کتاب منهاج الطالبین تصریح می‌کند که چنین شیوه‌ای در پرداخت جزیه صحیح نیست و ادعای استحباب آن را نیز خطایی بزرگ‌تر می‌داند.
خطیب شربینی، دیگر فقیه شافعی، در کتاب مغنی المحتاج ضمن شرح گفتار نووی تأکید می‌کند که چنین شیوه‌ای از تحقیر در اخذ جزیه، در سنت نبوی سابقه ندارد. این شیوهٔ نادرست را برخی از خراسانیان نقل کرده‌اند و جمهور فقها بر این باورند که جزیه، همچون سایر دیون، باید با رفق و مدارا پرداخت شود. او در تفسیر السراج المنیر نیز می‌نویسد: «این‌گونه رفتار تحقیرآمیز باطل است و ادعای استحباب یا وجوب آن، باطل‌تر است؛ چراکه نه از پیامبر اسلام و نه از خلفای راشدین چنین رفتاری نقل نشده است.»
ابن قیم جوزیه، از فقیهان برجسته حنبلی، نیز بر همین نظر است و تأکید دارد که هیچ‌یک از روش‌هایی که بر تحقیر ذمیان هنگام دریافت جزیه مبتنی‌اند، مستند شرعی ندارند.
ابویوسف، قاضی بغداد و از فقیهان برجستهٔ حنفی، در کتاب الخراج تصریح می‌کند که هیچ‌یک از اهل ذمه به خاطر پرداخت جزیه نباید مورد ضرب و شتم قرار گیرد، در برابر آفتاب ایستاده نگه داشته شود یا شکنجه شود، بلکه باید با آنان با نرمی و مدارا رفتار کرد.
عطار نیشابوری و ابونعیم اصفهانی از ذوالنون مصری، از صوفیان برجستهٔ مالکی‌مذهب، نقل کرده‌اند که: «هیچ‌کس را خوار و حقیر مدار، اگرچه مشرک باشد، و در عاقبت او نگر؛ چه بسا که معرفت از تو سلب شود و به او داده شود.»
مولانا نیز در همین زمینه چنین سروده است :
| هیچ کافر را به خواری منگرید |  | که مسلمان مردنش باشد امید |
| چه خبر داری ز ختم عمر او    |  | تا بگردانی ازو یک‌باره رو  |

غزالی، از فقیهان برجسته شافعی، نیز بر همین دیدگاه تأکید دارد و نقل می‌کند که در دوران پیش از اسلام‌آوردن عمر بن خطاب، برخی مسلمانان به دلیل کفر او وی را خوار می‌شمردند و تحقیر می‌کردند؛ اما پس از گرویدن او به اسلام، خداوند وی را جز از ابوبکر برتر از دیگر مسلمانان قرار داد.
در میان فقیهان شیعه نیز دیدگاه‌های مشابهی مطرح شده‌است. علامه طباطبایی در تفسیر المیزان تأکید می‌کند که معنای «صاغرون» به معنای توهین، بی‌احترامی یا تمسخر اهل ذمه نیست، زیرا چنین رفتاری با سکینه و وقار اسلامی ناسازگار است، هرچند برخی مفسران آیه را چنین معنا کرده‌اند.
آیت‌الله مکارم شیرازی نیز در تفسیر خود بر همین نکته پافشاری کرده و می‌نویسد: «اینکه برخی از مفسران، معنای صغار را تحقیر و اهانت و تمسخر اهل کتاب دانسته‌اند، نه از معنای لغوی واژه برمی‌آید و نه با روح تعالیم اسلامی و سایر دستوراتی که دربارهٔ رفتار با اقلیت‌های مذهبی صادر شده، سازگار است.»
آخوند خراسانی، از مراجع تقلید شیعه در دوران قاجار، دربارهٔ رفتار با زرتشتیان و دیگر اهل ذمه چنین نوشته‌است: «ایذاء و تحقیر طایفهٔ زردشتیه و سایر اهل ذمه که در حمایت اسلام‌اند، حرام؛ و بر تمام مسلمین واجب است که وصایای حضرت خاتم النبیین را در حُسن سلوک و تألیف قلوب و حفظ نفوس و اَعراض و اموال ایشان را کما ینبغی رعایت نمایند و سر مویی تخلف نکنند.»
آیت‌الله منتظری و آیت‌الله خامنه‌ای نیز این برداشت‌های تحقیرآمیز را برگرفته از سیرهٔ خلفای اموی و کارگزاران آن‌ها می‌دانند. همچنین آیت‌الله کلانتری تصریح می‌کند که چنین برداشت‌هایی ناشی از «تفسیر به رأی» واژهٔ «صاغرون» است و فاقد هر گونه شاهد و دلیلی است.
در بررسی منشأ تاریخی دیدگاه تحقیرآمیز در دریافت جزیه، برخی منابع تلاش کرده‌اند ریشه‌های این نگرش را در اقوال برخی از تابعین یا صحابه جستجو کنند. بسیاری از مفسرانی که دیدگاه تحقیرآمیز بودن شیوهٔ دریافت جزیه از اهل ذمه را پذیرفته‌اند، آن را به عکرمه بن عبدالله، از تابعین و مفسران برجستهٔ قرن اول و دوم هجری، نسبت داده‌اند.
همچنین برخی این دیدگاه را به مغیرة بن شعبه، از صحابهٔ پیامبر اسلام، منتسب می‌دانند. مغیرة بن شعبه، که بیشتر به فعالیت‌های سیاسی و نظامی شهرت دارد و به‌عنوان یک مفسر قرآن یا فقیه شناخته نمی‌شود، واژهٔ «صاغرون» را به معنای تحقیر تفسیر کرده و در عمل نیز اصرار داشته که جزیه به‌صورت ایستاده و شخصاً از سوی جزیه‌دهنده پرداخت گردد.
جلال‌الدین سیوطی در تفسیر الدر المنثور آورده است که زمانی که مغیره بن شعبه به‌عنوان نمایندهٔ مسلمانان نزد رستم، فرمانده سپاه ایران، فرستاده شد، رستم از او پرسید: «مرا به چه چیز فرا می‌خوانی؟» مغیره پاسخ داد: «تو را به اسلام دعوت می‌کنم؛ اگر اسلام را بپذیری، برای توست آنچه برای ماست و بر توست آنچه بر ماست.» رستم گفت: «اگر نپذیرفتم؟» مغیره پاسخ داد: «باید جزیه بپردازی در حالی که صاغر باشی.» رستم به مترجم خود گفت: «پرداخت جزیه را فهمیدم، اما معنای صاغر چیست؟» مترجم به نقل از مغیره گفت: «یعنی تو ایستاده باشی، من نشسته باشم، و تازیانه‌ای نیز بر سرت باشد.»
آیت‌الله منتظری، پس از نقل این روایت، تأکید می‌کند که گفتار مغیرة بن شعبه، حجت شرعی محسوب نمی‌شود.
آیت‌الله کلانتری در کتاب الجزیة و أحکامها بیان می‌کند که آیات و روایات متعددی، چه به صورت عام و چه به‌طور خاص در مورد دریافت جزیه، مسلمانان را به رعایت حال اهل ذمه و برخورد همراه با مدارا و نرمی با آنان فرا می‌خوانند.
قرآن در سورهٔ ممتحنه، آیهٔ ۸، به نحو عموم بر نیکی و عدالت نسبت به غیرمسلمانانی که با مسلمانان سر جنگ ندارند تأکید می‌کند: «لَا يَنْهَاكُمُ اللَّهُ عَنِ الَّذِينَ لَمْ يُقَاتِلُوكُمْ فِي الدِّينِ وَلَمْ يُخْرِجُوكُمْ مِنْ دِيَارِكُمْ أَنْ تَبَرُّوهُمْ وَتُقْسِطُوا إِلَيْهِمْ ۚ إِنَّ اللَّهَ يُحِبُّ الْمُقْسِطِينَ» (ممتحنه: ۸)؛ یعنی: خدا شما را از نیکی کردن و رعایت عدالت نسبت به کسانی که در راه دین با شما پیکار نکرده‌اند و از خانه و دیارتان بیرون نرانده‌اند، نهی نمی‌کند؛ زیرا خداوند عدالت‌پیشگان را دوست دارد.
در ادامه همین مضمون، عمر بن خطاب در وصیت‌نامه‌ای که برای خلیفه پس از خود نگاشت، سفارش‌هایی درباره رفتار با اهل ذمه مطرح کرد. وی تأکید نمود که خلیفه بعدی باید با کسانی که در پناه و ذمّه خدا و پیامبر او هستند، نیک‌رفتاری کند، با دشمنانشان بجنگد و آنان را به پرداخت جزیه‌ای طاقت‌فرسا و خارج از توانشان واندارد.
در منابع اسلامی آمده‌است که علی بن ابی‌طالب به فرمانداران خود سفارش می‌کرد با اهل ذمه با رفق و مدارا رفتار کنند. او تأکید داشت که نباید برای گرفتن یک درهم، فردی را تازیانه زد یا او را ایستاده نگاه داشت. همچنین بر لزوم رعایت عدالت و پرهیز از خشونت، سخت‌گیری و ستمگری تأکید می‌کرد. وی در عهدنامه خود به مالک اشتر، او را به مهربانی با عموم مردم، از جمله اهل ذمه، سفارش کرده‌است. در این نامه آمده‌است: «مهربانى با مردم را پوشش دل خويش قرار ده، و با همه دوست و مهربان باش. مبادا هرگز، چونان حيوان شكارى باشى كه خوردن آنان را غنيمت دانى، زيرا مردم دو دسته اند، دسته اى برادر دينى تو، و دسته ديگر همانند تو در آفرينش مى باشند.»
شماری از مفسران قرآن در برابر دیدگاهی که صغار را به معنای تحقیر اهل ذمه هنگام پرداخت جزیه می‌دانند، تصریح کرده‌اند که مراد از صغار، نفسِ پرداخت جزیه است و تحقق آن در گرو انجام این پرداخت است، نه لزوماً با رفتار تحقیرآمیز. به‌عنوان نمونه، فخر رازی و ابن جریر طبری با اینکه دیدگاه تحقیر در پرداخت جزیه را نقل و حتی تأیید کرده‌اند، در عین حال اشاره می‌کنند که نظری دیگر نیز وجود دارد که صغار را نفسِ پرداخت جزیه دانسته است، بدون آنکه تحقیر بدنی یا رفتاری در آن شرط باشد.
ابن حزم اندلسی، فقیه برجسته مذهب ظاهری، بر این نظر است که مقصود از «صغار» که در عبارت «وهم صاغرون» به آن اشاره شده، پذیرش حکم اسلام از سوی اهل ذمه است؛ به‌گونه‌ای که نه‌تنها احکام اسلامی را بپذیرند، بلکه از آشکار ساختن نشانه‌های کفر نیز خودداری کنند و در ملأعام مرتکب اعمالی نشوند که در شریعت اسلام حرام شمرده شده‌اند. در همین راستا، ابن قیم جوزیه، فقیه حنبلی، نیز تأکید می‌کند که مراد از صغار در این آیه، پذیرش احکام اسلامی در کنار پرداخت جزیه است؛ به باور او، همین التزام و تن دادن به حکم اسلام، تحقق صغار به‌شمار می‌رود.
محمد بن ادریس شافعی در کتاب الأم تصریح می‌کند که: «از برخی اهل علم شنیدم که صغار به معنای اجرای احکام اسلام بر آنان است؛ پس هرگاه این احکام بر ایشان جاری شود، صغار حاصل می‌شود.» همچنین شیخ طوسی، از فقیهان نامدار امامیه، در کتاب الخلاف از شافعی نقل می‌کند که صغار همان التزام اهل ذمه به احکام اسلامی است.
ماوردی، فقیه شافعی، در کتاب الاحکام السلطانیه دربارهٔ تعبیر «وَهُمْ صاغِرُونَ» دو تفسیر ذکر می‌کند: نخست، آنکه مقصود از آن خوار و زبون بودن اهل ذمه است؛ و دوم، آنکه باید احکام اسلام بر آنان جاری گردد.
محمدحسن نجفی، از فقیهان برجسته امامیه، در جواهرالکلام می‌نویسد: مشهور در تعریف صغار، التزام به پرداخت جزیه به هر اندازه که امام مصلحت بداند، بدون اینکه مقدار آن در عقد ذمه معلوم باشد و همچین التزام اهل ذمه به احکام اسلامی است.
علامه طباطبایی در تفسیر المیزان تصریح می‌کند که مراد از «صاغرون» در آیه جزیه، خضوع اهل ذمه در برابر سنت اسلامی و تسلیم آنان در برابر حکومت عادلهٔ اسلامی است. وی تأکید می‌کند که ایشان نباید همچون سایر جوامع در برابر جامعهٔ اسلامی عرض اندام کنند یا آزادانه به ترویج عقاید خرافی و اعمال مفسد بپردازند؛ بلکه باید با پرداخت جزیه، همواره در موضعی خوار و زیر‌دست باقی بمانند.
شواهد تاریخی متعددی وجود دارد مبنی بر اینکه پرداخت جزیه، فارغ از چگونگی دریافت آن، برای اهل ذمه نشانه‌ای از مرتبه‌ای فروتر و موقعیتی خفت‌بار تلقی می‌شده است. به‌عنوان نمونه، هنگامی که مسیحیان عرب از قبیله بنی تغلب برای عقد پیمان نزد عمر بن خطاب آمدند، وی از آنان خواست که در صورت امتناع از پذیرش اسلام، جزیه بپردازند. اما ایشان در پاسخ گفتند: «ما از تبار عرب هستیم و آنچه را که اقوام عجم می‌پردازند، نخواهیم پرداخت. بنابراین، ای عمر، به جای جزیه، همان زکاتی را از ما دریافت کن که از مسلمانان می‌گیری.» عمر بن خطاب این درخواست را نپذیرفت و گفت: «زکات بر مسلمانان فرض است.» آنان در ادامه پیشنهاد کردند: «هرچقدر می‌خواهی از ما بگیر، اما به نام جزیه نباشد.» بنا به گزارش منابع اسلامی، عمر بن خطاب برای جلوگیری از پیوستن این قبیله به دشمن، با درخواست آنان موافقت کرد و به جای دریافت جزیه، صدقه‌ای دو برابر بر آنان مقرر شد. همچنین، منابع تاریخی گزارش می‌دهند که عمر بن خطاب با دو قبیله عرب، تنوخ و بهراء، نیز به شیوه‌ای مشابه توافق کرد و به جای دریافت جزیه، از آنان صدقه دریافت نمود.

### مراد از عَنْ يَدٍ در آیه جزیه
در تفسیر آیه جزیه، درباره معنای عبارت «عَنْ یدٍ» اختلاف نظرهای فراوانی وجود دارد. ابن‌عربی، فقیه برجسته مالکی، در کتاب احکام القرآن پانزده معنا و تفسیر مختلف برای عبارت «عَنْ یدٍ» جمع‌آوری کرده است. او بیان می‌کند که این معانی برخی با هم درهم‌تنیده و برخی نیز متعارض هستند، اما در نهایت به دو دسته کلی باز می‌گردند: اول، آنکه مقصود از «ید»، معنای حقیقی و ظاهری آن باشد، یعنی دست آدمی؛ و دوم، اینکه «ید» به معنای مجازی و کنایی آن باشد، به مفهوم قدرت یا نعمت.
مفسرانی که از واژهٔ «صاغرون» برداشتی تحقیرآمیز داشته‌اند و بر اجرای شیوه‌های خفت‌بار در هنگام دریافت جزیه تأکید کرده‌اند، معنای «ید» را به صورت حقیقی و ظاهری آن، یعنی «دست» در نظر گرفته‌اند. بر اساس این دیدگاه، اهل ذمه نمی‌توانند برای پرداخت جزیه وکیل بفرستند، بلکه باید خود شخصاً و با دستان خویش جزیه را به مأمور مسلمان تسلیم کنند.
در مقابل، خطیب شربینی از فقهای مذهب شافعی که واژهٔ «صاغرون» را به معنای التزام به احکام اسلامی می‌داند، تصریح می‌کند که نیازی به اجرای شیوه‌های تحقیرآمیز در پرداخت جزیه نیست. بر پایهٔ این دیدگاه، اهل ذمه می‌توانند برای پرداخت جزیه وکیل تعیین کنند و پرداخت مستقیم به‌وسیلهٔ خود شخص ذمی الزام‌آور نیست.
برخی از مفسرانی که واژهٔ «ید» را به معنای مجازی آن تفسیر کرده‌اند، بر این باورند که مقصود از عبارت «عَنْ یدٍ» اذعان و اعتراف اهل ذمه به این نکته است که «دست مسلمانان بالای دست آنان قرار دارد»؛ به بیان دیگر، هدف تأکید بر برتری و قدرت سیاسی مسلمانان نسبت به اهل ذمه است.
شماری از مفسران نیز عبارت «عَنْ یدٍ» را به عنوان کنایه‌ای از قدرت تفسیر کرده‌اند و بر این باورند که جزیه تنها از کافر ذمی گرفته می‌شود که غنی و توانمند به پرداخت آن باشد.
همچنین برخی از مفسران معتقدند که «ید» در اینجا به معنای مجازی «نعمت» است؛ زیرا حفظ جان اهل ذمه و ماندن آنها در دینشان در برابر پرداخت جزیه، نعمتی بزرگ به شمار می‌رود.
علامه طباطبایی در تفسیر المیزان می‌نویسد: واژهٔ «ید» به معنای دست انسان است، اما به قدرت و نعمت نیز اطلاق می‌شود. بنابراین اگر مراد از «ید» در آیه «حَتَّىٰ یُعْطُوا الْجِزْیَةَ عَنْ یَدٍ» معنای اول، یعنی «دست» باشد، مفهوم آیه آن است که اهل ذمه جزیه را مستقیماً با دست خود به مسلمانان می‌پردازند. اما اگر معنای دوم، مد نظر باشد، معنای آیه چنین خواهد بود: جزیه را از روی پذیرش قدرت و سلطهٔ مسلمانان می‌پردازند، در حالی که صاغر و زیردست‌اند و هیچ گونه برتری‌طلبی یا سرکشی در برابر مسلمانان ندارند.
ماوردی، از فقیهان برجسته شافعی، در کتاب الاحکام السلطانیه دربارهٔ عبارت «عَنْ يَدٍ» دو تفسیر ارائه می‌دهد: نخست، آنکه جزیه باید از روی دارایی و توان مالی پرداخت شود؛ و دوم، اینکه اهل ذمه باید بپذیرند که مسلمانان در ستاندن جزیه بر آنان قدرت و استیلا دارند.

### جزیه گرفتن از غیر اهل کتاب
حکم پرداخت جزیه نخستین‌بار در قرآن و در آیهٔ ۲۹ سورهٔ توبه دربارهٔ «اهل کتاب» مطرح شده‌ است. اصطلاح اهل کتاب به‌طور سنتی به یهودیان و مسیحیان اطلاق می‌شود، و قرآن دربارهٔ دیگر پیروان ادیان، حکم صریحی بیان نکرده‌ است. با این حال، در سنت پیامبر اسلام و نیز در دورهٔ خلافت راشدین، گاه با غیر اهل کتاب نیز به عنوان اتباع برخورد می‌شد و از آنان جزیه دریافت می‌گردید. از همین‌رو، در میان فقیهان و محققان اسلامی دربارهٔ محدود بودن حکم جزیه به اهل کتاب یا شمول آن بر دیگر ادیان، اختلاف نظر پدید آمده‌ است.
شماری از فقیهان مسلمان معتقدند که حکم جزیه، همان‌گونه که در آیهٔ ۲۹ سورهٔ توبه آمده‌ است، تنها شامل اهل کتاب می‌شود و دریافت آن از پیروان دیگر ادیان مشروع نیست. این دیدگاه از سوی فقیهان مذهب شافعی، شیعه امامیه، و پیروان مذهب ظاهریه پذیرفته شده‌است. همچنین یکی از دو قول منسوب به احمد بن حنبل نیز بر همین نظر دلالت دارد.
در مقابل، گروهی دیگر از فقیهان اهل‌سنت، مانند مالک بن انس، اوزاعی، ثوری و ابن قیم جوزیه، بر این باورند که گرفتن جزیه از هر کافری جایز است. مستند این دیدگاه، احادیثی چون روایت بُرَیده است که به‌طور مطلق عقد قرارداد با مشرکان را جایز می‌داند.
برخی دیگر از فقیهان، ضمن پذیرش شمول حکم جزیه نسبت به دیگر ادیان، برای آن استثناهایی نیز قائل شده‌اند. ابوحنیفه و یکی از دو قول منسوب به احمد بن حنبل، دریافت جزیه را از همگان جایز می‌دانند، به‌جز مشرکان عرب. همچنین، دیدگاه دیگری از مالک بن انس روایت شده‌ است که تنها مشرکان قریش را از شمول جزیه خارج می‌داند.
سرخسی، فقیه حنفی، پس از بحثی مفصل درباره اختلاف‌ نظرها در این زمینه چنین نتیجه‌ می‌گیرد که: «ذکر اهل کتاب در قرآن به‌منظور محدود کردن دامنه شمول حکم جزیه نیست، بلکه نشان‌دهنده این است که می‌توان از ایشان جزیه گرفت.»
در همین زمینه، ابن‌قیم جوزیه که از موافقان تعمیم حکم جزیه به همه‌ی کافران است، تصریح می‌کند: «مجوسیان اهل کتاب نیستند، بنابراین گرفتن جزیه از آنان دلالت دارد بر این‌که می‌توان از همه‌ی مشرکان جزیه گرفت.»
وی در پاسخ به کسانی که عدم دریافت جزیه از مشرکان عرب را دلیل بر استثنا بودن آنان می‌دانند، می‌نویسد: «پیامبر اسلام به این دلیل از مشرکان عرب جزیه نگرفت که همه‌ی بت‌پرستان عرب پیش از نزول آیه‌ جزیه اسلام آوردند. اگر بت‌پرستی در جزیره‌العرب باقی مانده بود، از آنان نیز جزیه پذیرفته می‌شد؛ همان‌گونه که از صلیب‌پرستان، آتش‌پرستان و دیگر بت‌پرستان جزیه گرفته شد، چراکه کفر برخی با کفر برخی دیگر تفاوتی ندارد. کفر بت‌پرستان عرب شدیدتر از کفر مجوسیان نبود و چه فرقی هست بین بت‌پرستان و آتش‌پرستان؟ بلکه کفر مجوسیان شدیدتر بود، زیرا بت‌پرستان عرب ربوبیت، پروردگاری و خالقیت الله را قبول داشتند و بجز الله هیچ خالق دیگری قائل نبودند و بت‌ها را به این جهت می‌پرستیدند که آنان را به الله نزدیک سازند و برای عالم دو صانع و دو خالق قائل نبودند، آن‌گونه که مجوسیان می‌گویند. همچنین، بت‌پرستان نکاح مادر، دختر و خواهر را حلال نمی‌دانستند و بر بقایای دین ابراهیم بودند؛ اما مجوسیان اصلاً اهل کتاب نبودند و دین هیچ پیغمبری از پیامبران پیشین را قبول نداشتند، نه در عقایدشان و نه در شرایعشان.»

## مقدار جزیه
در قرآن میزان مشخصی برای جزیه‌ای که باید از اهل ذمه گرفته شود تعیین نشده است. همچنین، در سنت پیامبر اسلام و دوران خلفای راشدین، مقدار جزیه بسته به شرایط و مناطق مختلف متفاوت بوده است. این مسئله موجب شده است که میان فقهای مسلمان درباره میزان جزیه اختلاف نظر وجود داشته باشد.
بسیاری از فقهای اسلامی معتقدند که مقدار جزیه نه حداقل معینی دارد و نه سقف مشخصی؛ بلکه تعیین آن باید با در نظر گرفتن توان مالی اهل ذمه و به صلاحدید حاکم اسلامی صورت گیرد. در مقابل، گروهی از فقیهان حداقل جزیه را ۱۲ درهم می‌دانند و دریافت مبلغی کمتر از آن را جایز نمی‌دانند، اما در مورد سقف مبلغ، آن را بر اساس توافق با اهل ذمه و نظر حاکم قابل افزایش می‌دانند. همچنین، دسته‌ای از فقها سقف جزیه را ۴۸ درهم تعیین کرده و معتقدند نباید بیش از این مبلغ دریافت شود. علاوه بر این، برخی فقها برای جزیه حداقل و حداکثری مشخص تعریف کرده و آن را در سه طبقه مختلف تعیین کرده‌اند. به عنوان مثال، ابویوسف، فقیه حنفی، بیان می‌کند که از افراد ثروتمندی همچون صرافان، بزازان، مالکان عمده، بازرگانان، پزشکان و هر صاحب حرفه یا هنری که از تخصص خود بهره‌مند است، مبلغ ۴۸ درهم جزیه دریافت شود. همچنین، از افراد با درآمد متوسط ۲۴ درهم و از کسانی که با دست خود و در مشاغل کم‌درآمد مانند خیاطان، رنگرزها، کفاشان و مشک‌دوزان فعالیت می‌کنند، مبلغ ۱۲ درهم اخذ گردد. همچنین، اکثر فقهای اسلامی معتقدند کسانی که شغل و درآمدی ندارند، مشمول پرداخت جزیه نمی‌شوند.
ابن قیم جوزیه، از فقهای برجسته حنبلی، بیان می کند که تکلیف بر اهل ذمه  تنها در حد توان آنها وارد می‌شود و چیزی بیش از آن جایز نیست. این دیدگاه مبتنی بر آیه ۲۸۶ سوره بقره است که می‌فرماید: «خداوند هیچ کس را جز به اندازه توانایی‌اش تکلیف نمی‌کند.» عمر بن خطاب در وصیت‌نامه‌ای که برای خلیفه پس از خود نگاشت، تأکید کرده است که اهل ذمه نباید به پرداخت جزیه‌ای طاقت‌فرسا و خارج از توانشان وادار شوند.
علی بن موسی قمی، فقیه حنفی، در تبیین میزان توان مالی اهل ذمه، سه طبقه مالی تعریف می‌کند. طبقه اول شامل شاغلان کم‌درآمد است که دارایی‌شان کمتر از ۲۰۰ درهم است و باید ۱۲ درهم جزیه دهند. طبقه دوم مربوط به افراد با درآمد متوسط است که دارایی‌شان به ۲۰۰ درهم می‌رسد اما از ۴۰۰۰ درهم فراتر نمی‌رود و باید ۲۴ درهم جزیه پرداخت کنند. طبقه سوم شامل افراد ثروتمند است که باید ۴۸ درهم جزیه بدهند. در مقابل، ابن قدامه، فقیه برجسته حنبلی، معتقد است میزان توان مالی اهل ذمه مقدار ثابتی ندارد و تعیین آن به عرف و عادت جامعه در زمان‌ها و مکان‌های مختلف بستگی دارد.
حمیدالله حیدرآبادی، پژوهشگر برجسته مطالعات اسلامی، برآورد کرده‌است که در زمان پیامبر اسلام، میزان جزیه سالانه ۱۰ درهم بوده و این مبلغ معادل هزینه زندگی یک خانواده متوسط برای حدود ده روز محسوب می‌شده‌است.
جعفر صادق نیز بر این نظر است که میزان جزیه باید با توجه به توان مالی اهل ذمه تعیین شود، اما تأکید می‌کند که این مبلغ نباید آن‌قدر ناچیز باشد که اهل ذمه دیگر احساس تفاوت و منزلت پایین‌تر نسبت به مسلمانان را نداشته باشند. در این زمینه، آیت‌الله خمینی در کتاب تحریر الوسیله بیان می‌کند که جزیه دارای مقدار معین و مشخصی نیست و تعیین میزان آن بر عهده امام است. این تعیین باید بر اساس مصالح و مقتضیات زمان، مکان انجام شود. همچنین بهتر است میزان جزیه در قرارداد ذمه مشخص نشود و به نظر امام واگذار گردد تا حکم صغار و خواری که در آیه جزیه آمده است، بر اهل ذمه جاری شود.
فقهای اسلامی بر این باورند که حاکم اسلامی می‌تواند جزیه را از هر نوع مالی که پرداخت آن برای اهل ذمه آسان‌تر باشد تعیین کند و دریافت آن محدود به طلا یا نقره نیست.
در کتاب الأموال آمده است که علی بن ابی‌طالب به منظور تسهیل و مدارا با اهل ذمه، جزیه را به صورت جنس و محصولات تولیدی آنان نیز می‌پذیرفت. برای مثال، از صنعتگرانی که وسایل تیزکننده می‌ساختند، وسایل تیزکننده، و از دارنده سوزن، سوزن، و از دارنده طناب، طناب دریافت می‌شد. علاوه بر این، فقهای امامیه معتقدند جزیه‌ هم‌ می‌تواند به‌ صورت‌ سرانه‌ از اشخاص‌ اخذ شود و هم‌ می‌تواند به‌ زمین ‌ تعلق‌ بگیرد. همچنین طبق نظر فقها، جزیه را می‌توان به‌ صورت اقساطی پرداخت کرد؛ این شیوه‌ در مورد مسحیان اهل‌ نجران ‌گزارش‌ شده‌ است‌.